# Deltochilum guyanense
Deltochilum guyanense là một loài bọ cánh cứng trong họ Bọ hung (Scarabaeidae).